# Mikkel Frølich Honoré
Mikkel Frølich Honoré (ur. 21 stycznia 1997 we Fredericii) – duński kolarz szosowy.

## Osiągnięcia
Opracowano na podstawie:

2014
- 1. miejsce w Sint-Martinusprijs Kontich
  - 1. miejsce w klasyfikacji młodzieżowej
- 2. miejsce w letnich igrzyskach olimpijskich młodzieży (drużynowo)
  - 1. miejsce w jeździe indywidualnej na czas

2015
- 3. miejsce w Trophée Centre Morbihan
  - 1. miejsce na 1. etapie
- 1. miejsce w Sint-Martinusprijs Kontich
  - 1. miejsce na 1. etapie (jazda drużynowa na czas)

2018
- 1. miejsce w Circuit de Wallonie
- 1. miejsce na 4. etapie Tour de l’Avenir (jazda drużynowa na czas)

2020
- 1. miejsce na etapie 1b Settimana Internazionale di Coppi e Bartali (jazda drużynowa na czas)

2021
- 3. miejsce w La Drôme Classic
- 2. miejsce w Settimana Internazionale di Coppi e Bartali
  - 1. miejsce na 5. etapie
- 1. miejsce na 5. etapie Vuelta al País Vasco
- 3. miejsce w Clásica de San Sebastián
- 2. miejsce w Druivenkoers Overijse
- 3. miejsce w Bretagne Classic Ouest-France

2022
- 3. miejsce w mistrzostwach Danii (start wspólny)

2023
- 1. miejsce w klasyfikacji górskiej Tour Down Under

## Rankingi
| Rok             | 2017  | 2018 | 2019  | 2020 | 2021 | 2022 | 2023 | 2024 |
| --------------- | ----- | ---- | ----- | ---- | ---- | ---- | ---- | ---- |
| World Ranking   | 1805. | 560. | 1005. | 286. | 27.  | 172. | 481. | 257. |
| UCI Europe Tour | 1143. | 333. | 721.  | 234. | 24.  | 141. | -    | -    |
|                 |       |      |       |      |      |      |      |      |
| Źródło: UCI     |       |      |       |      |      |      |      |      |